# Мітч Бабин
Мітч Бабин (англ. Mitch Babin, нар. 1 грудня 1954, Капускейсінг) — канадський хокеїст, що грав на позиції центрального нападника.

## Ігрова кар'єра
Професійну хокейну кар'єру розпочав 1974 року.
1974 року був обраний на драфті НХЛ під 180-м загальним номером командою «Сент-Луїс Блюз». 
Усю професійну клубну ігрову кар'єру, що тривала 6 років, провів, захищаючи кольори команди нижчих північноамериканських ліг, у складі «Сент-Луїс Блюз» провів лише вісім матчів у сезоні 1975—1976.
Завершив кар'єру в складі австрійського клубу «Фельдкірх» у сезоні 1978/79.